# Диацилглицерин
Диацилглицери́н или диглицери́д  (англ. DAG, diacylglycerol, di-O-acylglycerol, diglyceride) — это органическое соединение ряда глицеридов, в котором два атома кислорода глицеринового фрагмента связаны сложноэфирной связью с остатками жирных кислот. Поразделяются на 1,2-диацилглицерины (сложноэфирные фрагменты при двух соседних атомах углерода –  С1 и С2 –  глицеринового фрагмента) и 1,3-диацицглицерины (сложноэфирные фрагменты при двух крайних атомах углерода –  С1 и С3 –  глицеринового фрагмента), при этом могут иметь в своей структуре различные комбинации остатков жирных кислот.  Диацилглицерины являются питательными веществами группы жиров, хотя и менее распространенными, чем другие представители этой группы – триглицериды. Масла, обогащенные диацилглицеринами (главным образом используются 1,3-производные), применяют в качестве заменителя жиров ввиду их меньшей склонности накапливаться в жировой ткани человека. Являясь поверхностно-активными веществами, диацилглицерины  нашли применене в пищевой промышленности в качестве эмульгаторов. Диацилглицерины играют важную роль в физиологических процессах живых организмов, выступая в качестве вторичных посредников (вторичных мессенджеров) при передаче сигнала в клеточных рецепторах, например, являются активаторами фермента протеинкиназы С.  Диациалглицерины, содержащие остатки арахидоновой кислоты, участвуют в метаболических процессах получения простагландинов. 

1-Пальмитоил-2-олеоил-глицерин – пример 1,2-диациалглицерина, содержащего остатки пальмитиновой и олеиновой кислот.

## Биологическое значение
В передаче сигнала диацилглицерин используется как вторичный посредник липидной природы и является продуктом гидролиза фосфоинозитолдифосфата (PIP2) ферментом фосфолипазой С (PLC), связанным с мембраной, который в этой же реакции образует инозитолтрифосфат (IP3). Хотя инозитолтрифосфат перемещается в цитозоль, диацилглицерин остается связанным с плазматической мембраной ввиду её гидрофобных свойств. Инозитолтрифосфат стимулирует освобождение ионов кальция из гладкого эндоплазматического ретикулума.
Диацилглицерин является активатором протеинкиназы С (PKC). Образование диацилглицерина в мембране облегчает транслокацию протеинкиназы С из цитозоля в плазматическую мембрану. Протеинкиназа С является Са-кальмодулинзависимой, однако диацилглицерин повышает её сродство к Са-кальмодулину, вызывая активацию при более низкой концентрации ионов кальция в цитоплазме.
Диацилглицерин является короткоживущим соединением, он может фосфорилироваться с образованием фосфатидной кислоты или расщепляться с образованием арахидоновой кислоты, необходимой для синтеза простагландинов и эндоканнабиноидов.